# Boltija
Boltija – wieś w Słowenii, w gminie Litija. W 2018 roku liczyła 27 mieszkańców.